# Mouhammadou Jaiteh
Mouhammadou Einstein "Mam" Jaiteh (nacido el 27 de diciembre de 1994 en Pantin, Francia) es un jugador de baloncesto francés. Con 2.08 metros de estatura, juega en la posición de pívot en el BC Dubai de la ABA Liga y la Euroliga.

## Selección de Francia
Internacional por Francia en categorías inferiores, debuta en competición oficial con la selección absoluta en el Eurobasket 2015, en sustitución del lesionado Alexis Ajinca.